# Stení Dírfyos
Stení Dírfyos (en grec moderne : Στενή Δίρφυος) est un village du centre-est de l'île d'Eubée, en Grèce.